# ياسر آل موسى
ياسر آل موسى لاعب كرة قدم سعودي، يلعب كظهير أيسر في نادي النجوم.

## مسيرة اللاعب
لعب في نادي الاتفاق ونادي هجر ونادي النجوم.

## الحياة الشخصية
هو توأم اللاعب سعد آل موسى.